# بين ماغواير
بين ماغواير (31 ديسمبر 1991 في المملكة المتحدة - ) (بالإنجليزية: Ben McGuire) هو لاعب كريكت بريطاني. لعب مع نادي مقاطعة نوتنغهامشير للكريكت ‏ ونادي مقاطعة ستافوردشاير للكريكت ‏.

## وصلات خارجية
- بين ماغواير على موقع إي آس بي آن كريك إنفو (الإنجليزية)